# Joe Cada
Joseph Cada, detto Joe (Shelby Charter Township, 18 novembre 1987), è un giocatore di poker statunitense, campione del mondo alle World Series of Poker 2009.

## Carriera

### Gli inizi
Figlio di una croupier, Cada inizia a giocare a Texas hold 'em all'età di sedici anni, principalmente online con il nick jcada99. Sebbene non potesse giocare nei casinò prima dei 21 anni negli Stati Uniti, poteva farlo in Canada dopo aver compiuto 19 anni; comincia quindi a giocare anche online. Inizia a frequentare tornei live presso il casinò di Windsor, in Ontario: per questa ragione, dopo solo un anno abbandona il college per dedicarsi all'attività di giocatore professionista.

### WSOP 2009
Le World Series of Poker 2009 rappresentano una svolta. Si classifica a premi in due occasioni: 64º all'evento #13 ($2,500 No Limit Hold'em; guadagno: 6.681 $) e 17º all'evento #35 ($1,500 No Limit Hold'em; guadagno: 21.533 $).
Prende poi parte al Main Event, di cui diventa "chip leader" già alla prima delle 4 giornate di torneo. Si classifica per il tavolo finale del novembre successivo con il quinto ammontare di chips, su nove giocatori.
Il tavolo finale, disputato in novembre come di consueto, non si rivela inizialmente positivo per Cada, il quale riduce il proprio ammontare a 2.275.000 chips, ossia l'equivalente di circa l'1,2% di quelle in gioco. Dopo una serie di all-in rivelatisi vincenti, e l'avanzare delle mani giocate, Cada si ritrova in testa al torneo, con un solo avversario in gioco: Darvin Moon. All'inizio dell'"heads-up" finale, l'ammontare delle chips era di 135.000.000 per Cada, contro i 58.000.000 di Moon. Riesce ad avere la meglio grazie alla mano 9♣ 9♦, con la quale si è scontrato all-in pre-flop contro Q♦ J♦ di Moon; le cinque carte sul board: 8♣ 2♣ 7♠ K♥ 7♣.
Grazie al successo, Cada si aggiudica la somma di 8.547.042 di dollari. Stabilisce inoltre il record di campione più giovane della storia delle WSOP, scalzando il vincitore dell'edizione precedente, Peter Eastgate.

### WSOP 2014
Alle WSOP 2014 Cada centra il suo secondo braccialetto, nell'evento $10.000 No Limit Hold'em Six Handed. Grazie al successo nell'"heads-up" contro Jeremy Ausmus, si è aggiudicato la cifra di 670.041 dollari. Si tratta inoltre del suo 12º ITM alle WSOP.